# Club Balonmano Villa de Aranda
El BM Villa de Aranda es un equipo de balonmano de la ciudad de Aranda de Duero, en Burgos (España) que actualmente milita en la Liga ASOBAL, la máxima categoría nacional. El club fue fundado el 11 de abril del 2000.

## Plantilla 2024-25
|  | Porteros - 01 Javier Teijón - 12 Pau Guitart - 21 Maxym Vyunyk Extremos izquierdos - 11 Pol Roy - 19 Víctor Megías Extremos derechos - 47 Juan Tamayo - 77 Álex Berbel - 93 Adrián López Poza Pívots - 10 Rubén Fernández - 23 Jevgenijs Rogonovs | Laterales izquierdos - 05 Santiago Mosquera Mayo - 14 Dalmau Huix - 17 Samuel Saiz - 28 Guillermo Fischer Centrales - 09 Alberto González Pinillos - 22 Sergio Tobes - 24 Agustín Vega Laterales derechos - 16 Lander Simón Rojo - 30 Arthur Pereira - 66 David López |

### Cuerpo Técnico
- Entrenador: Javier Marquez
- Ayte Entrenador: Diego Yañez
- Preparador Físico: Hector Martínez
- Fisioterapeuta: Sergio García
- Médico: Mario Pérez
- Oficial: Guillermo Bajo (Kambala)
- Oficial: Manuel Cuadra (Manolín)
- Oficial: Julián Rasero
- Oficial: Alberto Brogeras

## Historia

### Inicios y fundación del club
El 11 de abril del 2000 se produce la fundación del club por parte de exjugadores como Felipe Balastegui, Domingo Ruiz, Jesús Sanza, José Eugenio Herrero o Ignacio Navarro entre otros y eligiéndose a Francisco Javier Tobes como presidente. Ante la iniciativa, pronto entraron a colaborar familiares y amigos, así como más tarde otros exjugadores del club en el que todos habían jugado anteriormente. Así se dio el primer paso para salir a competir en aquella primera temporada.
El Weimar Villa de Aranda debuta en competición en la temporada 2000/2001, inscribiéndose en la Segunda División Nacional masculina con Domingo Ruiz como entrenador. Tras una temporada muy competida el equipo arandino queda campeón del grupo de Castilla y León, pero no consigue subir tras la fase de ascenso disputada en Aranda ante el Club Balonmano Leganés, el filial de Granollers y el Villafranca de los Barrios. Sin embargo, el conjunto amarillo consigue jugar en Primera División Nacional y se inscribe en la tercera categoría del balonmano español al recibir una invitación de la federación.

### El salto a la División de Honor Plata
El Weimar Villa de Aranda queda encuadrado en el grupo A (Galicia – Castilla y León) y finaliza sexto en su debut en primera con José Félix Navarro como entrenador. La temporada siguiente (2002/2003) finaliza segundo en el grupo B y juega la fase de ascenso a División de Honor Plata. Los burgaleses disputan el playoff en Huesca y se quedan con la miel en los labios al terminar en tercera posición. Pese a ello, los arandinos dispondrían de una nueva oportunidad de ascenso jugando la promoción ante el Balonmano Elda, 14.º clasificado en División de Honor B.
El equipo dirigido en aquel entonces por Carlos Colmenero consigue vencer en el partido de ida, celebrado en el Príncipe de Asturias ante 3000 espectadores y con un ambiente ensordecedor, por 24-22. La vuelta en Elda, ante medio millar de aficionados ribereños desplazados a tierras aragonesas parece abocada al fracaso. El Villa de Aranda pierde por siete goles a falta de cinco minutos. Pese a ello, una gran reacción amarilla sitúa el marcador en 26-22 con menos de un minuto por disputarse. Aranda anota y a falta de diez segundos para el final roba el balón para poner el definitivo 26-24. Los burgaleses conseguían por primera vez el ascenso a la División de Honor Plata Masculina.

### Asentamiento en División de Honor B
En la primera temporada (2003/2004) en la B, el Villa de Aranda finaliza en la 11.ª posición con 23 puntos, escapando de la promoción de permanencia en las últimas jornadas. En la campaña 2004/2005 el equipo arandino logra un meritorio 9.º puesto con 27 puntos. Es entonces cuando la empresa de construcción Artepref entra como principal patrocinador del equipo (2005/2006), y el club amarillo consigue acabar en la sexta plaza de la clasificación con 35 puntos. Pese a la inversión en fichajes, el conjunto arandino retrocede en la temporada 2006/2007 hasta la 9.ª posición de la división, logrando 31 puntos. Esta campaña fue la del final de Carlos Colmenero como técnico del club. El vallisoletano, harto de la presión de una parte del club para intentar conseguir el ascenso a Asobal y siendo consciente que el equipo no podía acabar entre los dos primeros clasificados, presenta su dimisión el 12 de febrero de 2007, a falta de once jornadas para terminar el campeonato.
En ese momento la escuadra ribereña se hace con los servicios del croata Nikola Milos como entrenador, un técnico con experiencia en ASOBAL. Es en la temporada 2007/2008 cuando el Artepref Villa de Aranda realiza su mejor campaña hasta el momento, finalizando en la cuarta posición con 39 puntos en su haber. En el siguiente año (2008/2009), el equipo ribereño se queda a las puertas de jugar la fase de ascenso a la Liga ASOBAL (tras el cambio de formato y la eliminación de un ascenso directo por un playoff) al acabar en la sexta posición con 30 puntos.
Debido a la crisis económica y la explosión de la burbuja inmobiliaria, la empresa Artepref continúa siendo el principal patrocinador del equipo, pero con menor aportación económica. El club no consigue retener a Nikola Milos, que abandona el equipo para entrenar a Cangas en ASOBAL, y es el pamplonés Iñaki Aniz el elegido para el banquillo ribereño. En la temporada 2009/2010 el Artepref Villa de Aranda finaliza en la 12.ª posición y logra evitar el descenso con 23 puntos. El siguiente año (2010/2011) el club burgalés termina en la 10.ª posición con 27 puntos, mejorando los resultados de la temporada anterior.

### Problemas económicos y ascenso a la Liga ASOBAL
La temporada 2011/2012 sería histórica para el club. Artepref finalmente deja de patrocinar al club y el leonés Juan Moreno toma las riendas del banquillo arandino. Sin patrocinador principal y con un retraso en la subvención del ayuntamiento de Aranda de Duero, el Villa de Aranda se debate entre la continuidad y la desaparición. Los problemas de liquidez del equipo derivan en una posible renuncia a competir en mitad de la temporada. No obstante, el equipo consigue salir adelante firmando una segunda vuelta extraordinaria y acabando en la quinta posición con 35 puntos, y por tanto, con el derecho a jugar la fase de ascenso a la Liga ASOBAL por primera vez en su historia.
El conjunto arandino logra deshacerse del Adelma Sinfín por 22-23 en las semifinales de la fase en un choque muy parejo. Los arandinos jugarían la final ante el anfitrión, el Frigoríficos Morrazo Cangas y acabaron siendo derrotados por 27-25. Sin embargo, la desaparición del Amaya Sport San Antonio ofrece la oportunidad de jugar en ASOBAL al Villa de Aranda. El 20 de julio de 2012 se acepta la invitación de la Liga ASOBAL en la asamblea de socios del equipo tras reunir en apenas unos días 25.000 euros de aval para poder disputarla. Son los propios socios los que invierten su dinero para que el equipo juegue en la máxima categoría del balonmano nacional.

### La etapa en ASOBAL
Con apenas un mes y medio para diseñar un equipo competitivo para la Liga ASOBAL, el club arandino debuta en la competición el sábado 8 de septiembre de 2012 con victoria por 28-30 en Huerta del Rey ante el Cuatro Rayas Valladolid, con el catalán Magí Serra como entrenador. Tras una temporada más que digna el Villa de Aranda sella la permanencia en la última jornada de liga al vencer a Cangas en casa 25-23. Los burgaleses acaban en la 11.ª posición 22 puntos.
En la temporada venidera (2013/2014), el club apuesta por darle el banquillo al joven leonés Jacobo Cuétara. Pese a que el equipo queda en peor posición, 14.º con 22 puntos, el conjunto arandino se salva con menos problemas a falta de tres jornadas tras superar al Cuatro Rayas Valladolid en Huerta del Rey por 26-31. En la siguiente campaña, la 2014/2015, el Villa de Aranda se consolida en la categoría finalizando en la 8.ª posición con 28 puntos y situándose a solo cuatro puntos de la zona de acceso europeo.
La temporada 2015/2016 sería la mejor de la historia de la escuadra arandina. El equipo de Jacobo Cuétara acaba el año en sexta posición con 27 puntos, y roza de nuevo los puestos europeos. Sin embargo, ese mismo verano y con el cambio de directiva, el club burgalés se da cuenta de que ha gastado por encima de sus posibilidades, y se ve abocado a hacer una reducción drástica del presupuesto para paliar una deuda que supera los 100.000 euros. Cuétara no continúa en el club por discrepancias con la inversión de plantilla y toma los mandos del equipo el vallisoletano Álvaro Senovilla.

### Descenso a División de Honor Plata
Pese a que el Villa de Aranda no comienza mal la temporada, el equipo acaba descendiendo de categoría tras finalizar en la 15.ª posición con 20 puntos. La derrota en casa en la última jornada ante el Ademar León condena al equipo al descenso tras cinco temporadas en la Liga Loterías ASOBAL. Pese a la mala temporada y el descenso, la directiva decide continuar con Senovilla a los mandos del equipo, decisión que no entiende gran parte de la afición amarilla. La situación se hace insostenible en la jornada cuatro tras la contundente derrota en Alcobendas, y el técnico dimite. Tras dos encuentros con Fernando Chico como interino y dos nuevas derrotas, el entrenador del ascenso a la División de Honor Plata en la temporada 2002/2003, Carlos Colmenero, se hace cargo del equipo para lograr la permanencia. Pese a un buen cambio de dinámica, un último tramo de campeonato nefasto condena al equipo al descenso finalizando con 24 puntos en la 14.ª posición.
No obstante, el equipo logra permanecer en Plata al realizar un cambio de plaza con el RGC Covadonga a cambio de 18.000 euros. La junta directiva no renueva a Carlos Colmenero y confía el proyecto a Juan Moreno, el técnico que logró el ascenso a la Liga Loterías ASOBAL en 2012. Tras una primera vuelta nefasta con solo ocho puntos conseguidos el Villa de Aranda ocupa el último lugar de la categoría. Juan Moreno está cerca de ser cesado en Navidad pero la directiva le da un voto de confianza y con varios fichajes en el mercado invernal el club reconduce la situación y salva la categoría.

### Retorno a la Liga ASOBAL
El Villa de Aranda empezó la campaña 2019/20 con un gran éxito deportivo llegando a estar en la primera posición cuando se suspendió la temporada debido a la Pandemia de Covid -19. Debido a la imposibilidad de reanudar la campaña,  la liga remitió al club su ascenso a la Liga Asobal. El club después de tres años en la División de Honor Plata, retorna a la élite del balonmano nacional.